# Tour de Suisse 1990
Die 54. Tour de Suisse fand vom 13. bis 22. Juni 1990 statt. Sie wurde in elf Etappen  über eine Distanz von 1859,5 Kilometern ausgetragen.
Gesamtsieger wurde der Ire Sean Kelly. Die Rundfahrt startete in Winterthur mit 141 Fahrern, von denen 95 Fahrer am letzten Tag in Zürich ins Ziel kamen.

## Etappen
| Etappe     | Tag      | Start – Ziel                 | km       | Etappensieger   | Gesamtwertung   |
| ---------- | -------- | ---------------------------- | -------- | --------------- | --------------- |
| 1. Etappe  | 13. Juni | Winterthur – Winterthur      | 158      | Nathan Dahlberg | Nathan Dahlberg |
| 2. Etappe  | 14. Juni | Winterthur – Aarau           | 200,5    | Olaf Ludwig     | Nathan Dahlberg |
| 3. Etappe  | 15. Juni | Aarau – Basel-St. Chrischona | 162      | Luc Roosen      | Nathan Dahlberg |
| 4. Etappe  | 16. Juni | Basel – Solothurn            | 98       | Sean Kelly      | Nathan Dahlberg |
| 5. Etappe  | 17. Juni | Solothurn – Balmberg         | 12 (BZF) | Erik Breukink   | Sean Kelly      |
| 6. Etappe  | 18. Juni | Solothurn – Unterbäch        | 253,5    | Thierry Bock    | Sean Kelly      |
| 7. Etappe  | 19. Juni | Unterbäch – San Bernardino   | 194,5    | Andrew Hampsten | Sean Kelly      |
| 8. Etappe  | 20. Juni | San Bernardino – Lenzerheide | 214,5    | Rolf Järmann    | Sean Kelly      |
| 9. Etappe  | 21. Juni | Lenzerheide – Unterägeri     | 194      | Moreno Argentin | Sean Kelly      |
| 10. Etappe | 22. Juni | Unterägeri – Herisau         | 199      | Uwe Ampler      | Sean Kelly      |
| 11. Etappe | 23. Juni | Herisau – Zürich             | 173      | Kim Andersen    | Sean Kelly      |